# Die Premiere fällt aus
Die Premiere fällt aus ist ein deutscher Film der DEFA von Kurt Jung-Alsen aus dem Jahr 1959 nach dem gleichnamigen Theaterstück von A. G. Petermann aus dem Jahr 1957.

## Handlung
Wir befinden uns in der kleinen fiktiven Stadt Bärenfurt. Die Stadt verfügt über einen Chemiebetrieb mit einem Versuchslabor. Ein Unbekannter entwendet daraus wertvolle Forschungsergebnisse, diese werden an der Berliner Sektorengrenze sichergestellt. Hinweise und Spuren führen zu einem Agenten namens „Haas“ und ans Stadttheater von Bärenfurt. 
Die Sicherheitspolizei unter Leitung von Hauptmann Jentsch erscheint im Theater. Jentsch und seine Genossen sollen die Identität des Agenten enthüllen. Dort geschieht bei der Premiere von Schillers Fiesco ein Mord. Der Verdacht fällt zunächst auf viele. Besonders verdächtig macht sich der mit der Schauspielerin Vera verlobte Oberspielleiter Born. Auffällig  bemüht er sich eine unpolitische Haltung zu zeigen. Die Beamten stochern in diesem nicht leichten Theatermilieu aus Wahrheit und Scheinwelt, doch schließlich schaffen sie es, die Saboteure und den Mörder zu enttarnen. Es bedarf einer aufregenden Verfolgungsjagd im Theater, um ihn festzunehmen zu können.

## Produktion und Veröffentlichung
Die Premiere fällt aus wurde als Schwarzweißfilm gedreht und hatte seine Uraufführung am 13. Februar 1959 im Berliner Kino Colosseum. Im Deutschen Fernsehfunk wurde der Film das erste Mal am 17. April 1959 gezeigt.
Für die Dramaturgie war Hans Sasse verantwortlich.

## Kritik
Me. schrieb in der Neuen Zeit: 

„Zwei Aussagen sind es in der Hauptsache, die den Film interessant und wichtig zugleich machen. Die eine ist die sehr differenzierte Darstellung der raffinierten und rücksichtslosen Methoden von Saboteuren unseres Aufbaus, als fesselnde Kriminalstory – mit geringfügigen logischen Ungenauigkeiten – geboten. Die andere, nicht unwesentliche Komponente ist die Wandlung des Oberspielleiters Dr. Born, eines sehr souveränen, sein Fach beherrschenden Theatermannes, von einem leicht arroganten Intellektuellen zum politisch klarsichtigen Menschen. In der Schilderung dieser Entwicklung liegt allerdings die Schwäche des Films, die Wandlung Dr. Borns wird mit sehr äußerlichen Mitteln vollzogen. […] Ungeachtet einiger Schwächen ist ‚Die Premiere fällt aus‘ ein Kriminalfilm mit gut geführter, spannungsvoller Handlung, der durchaus eine Bereicherung unserer Kinospielpläne bedeutet.“

Horst Knietzsch schrieb im Neuen Deutschland, dass man diesen unterhaltsamen Film sehen kann, ohne dabei auf die Uhr zu sehen. Er fesselt den Zuschauer vom Anfang bis zum Ende, was besonders der Regie zu verdanken ist, die mehr aus dem Buch herausgeholt hat, als die Autoren hineingaben. Der Film wirkt durch zahlreiche Details spannungsreich und bewegt, weshalb er Rhythmus und Atmosphäre erhält.
In der Berliner Zeitung äußerte sich H. U. E., dass der Zuschauer, der Schnelligkeit und Turbulenz haben möchte, mit diesem Film auf seine Kosten kommt. Da aber jede mögliche Verwirrung und Verschleierung genutzt wird, ist der manchmal überfordert. Wenn der Film endet, hat der Betrachter aber trotzdem einen unterhaltsamen Film gesehen.
Das Lexikon des internationalen Films urteilte, es handle sich um einen „[r]elativ spannende[n] Spionagekrimi“, der jedoch „in der Psychologie der Figuren oberflächlich und unglaubwürdig“ bleibe.